# Michel Jestin
Pour les articles homonymes, voir Jestin.
Michel Jestin (né le 22 septembre 1952 à Sizun) est un dirigeant français de football.
- Ancien président du RC Ancenis (1986 - 1992) : Sous sa présidence, le club est passé de la Division 4 à la Division 2.

- Ancien président du Stade Brestois 29 (1992-1997 et 1998-2006) : Après avoir fait remonter l'équipe de CFA en National en 2000, il parvient à faire retrouver le statut professionnel au Stade brestois en 2004, après 13 années de purgatoire pour le club breton.

- Ancien président du Vannes Olympique Club avec lequel il parvient, au bout de sa première année de présidence et la première année du club en ligue 2 (et donc première participation à la Coupe de la Ligue), en finale d'une coupe, la finale de la Coupe de la Ligue contre les Girondins de Bordeaux (0-4).